# Anders Monsen Askevold
Anders Monsen Askevold (alemany: Anders Askevold)  (Askvoll, 25 de desembre de 1834 - Düsseldorf, 22 d'octubre de 1900) va ser un pintor noruec. El seu art es caracteritzava per l'expressió nacional romàntica. Era conegut sobretot pels seus paisatges de fiords de l'oest de Noruega.

## Biografia
Anders Monsen Askevold va néixer a Askvoll a Sunnfjord, Noruega. Era el segon més gran de deu germans. El seu pare, Mons Andersson Askevold 1806-1889), va ser professor i membre del parlament. La seva primera formació va començar als tretze anys a Bergen amb el pintor paisatgista Hans Leganger Reuch (1800-1854). Va estudiar com a pintor a Düsseldorf, però va continuar els seus estudis a París i Múnic. Askevold va arribar a Düsseldorf el 1855 i es va quedar durant 3 anys. Es va formar a Düsseldorf amb Hans Gude des de 1855 fins a 1859. Askevold va fer alguns encàrrecs per a diversos retaules a Noruega, inclosa l'església d'Askvoll el 1859.
Era conegut com a membre de l'escola de pintura de Düsseldorf amb altres com Adelsteen Normann. De 1861 a 1866 va estar a París. El 1866 Askevold es va traslladar a Noruega i es va establir a Bergen. Després d'això, va tornar a Düsseldorf, on passaria els seus hiverns a Alemanya i els seus estius a Noruega.
Les seves pintures es van mostrar en nombroses exposicions internacionals, com ara exposicions mundials a Londres (1862), París (1867) i (1878), Viena (1873) i Filadèlfia (1876). A Viena i Filadèlfia, va ser honrat amb medalles. El 1884, a Londres va guanyar la medalla d'or.
Askevold va morir l'any 1900 a Düsseldorf. El municipi d'Askvoll va erigir un monument en el seu honor durant l'any 1934. Tant el Museu Nacional d'Art, Arquitectura i Disseny d'Oslo com Bergen Billedgalleri tenen col·leccions notables del seu art. Una pintura d'Askevold es va vendre per més de 5.000 lliures el 2009.

## Galeria

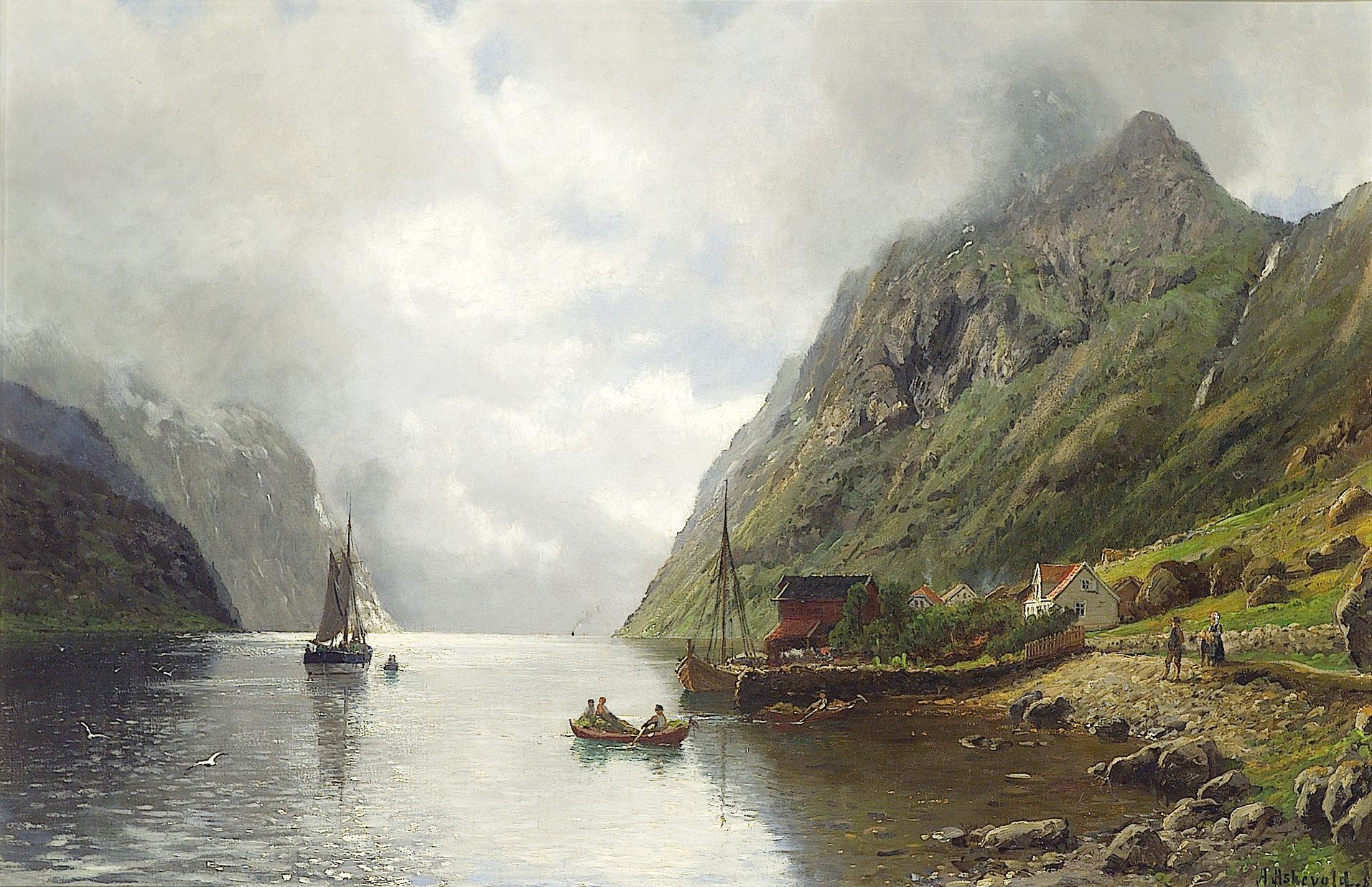
Paisatge dels fiords noruecs (probablement 1889)
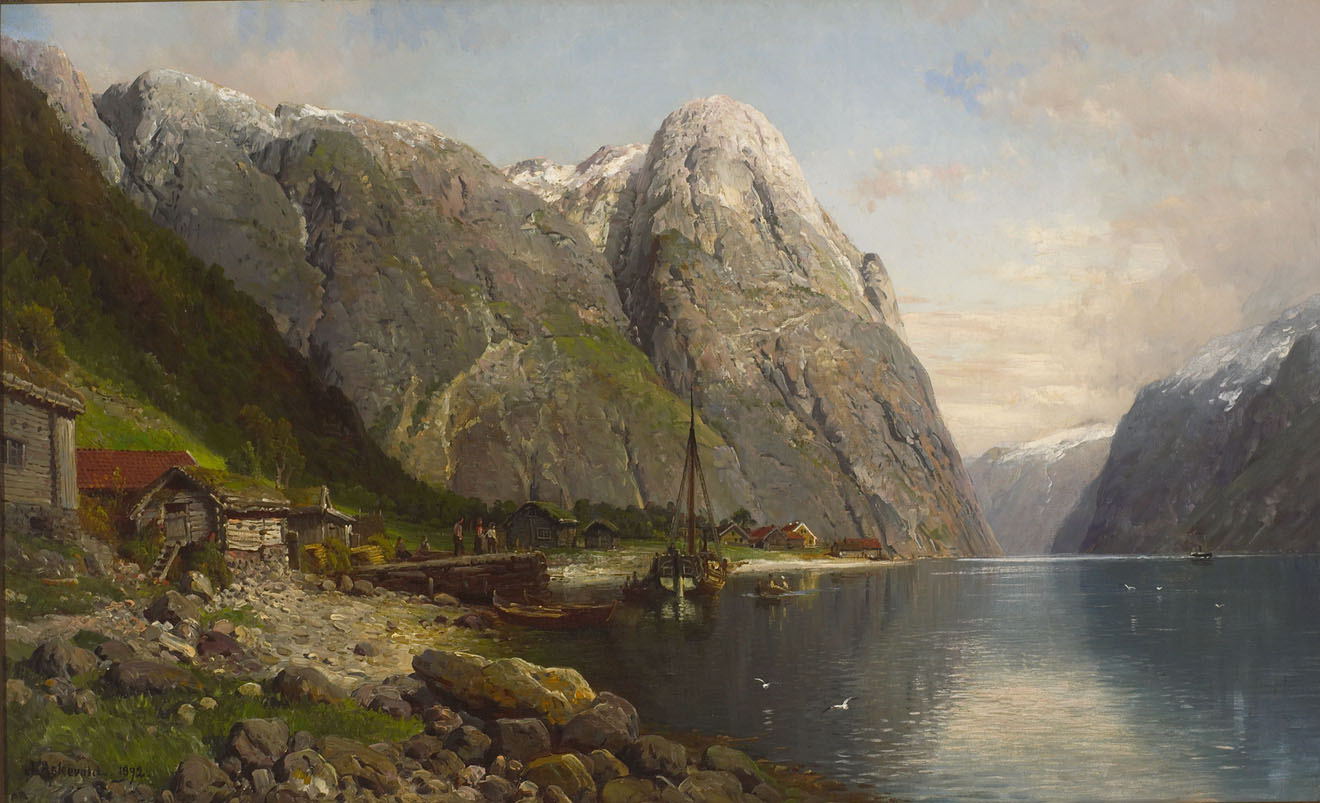
Bakka a Nærøyfjord (1892)
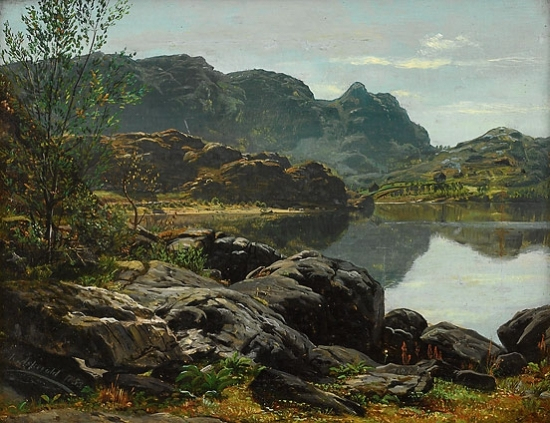
Paisatge amb llac (1853)
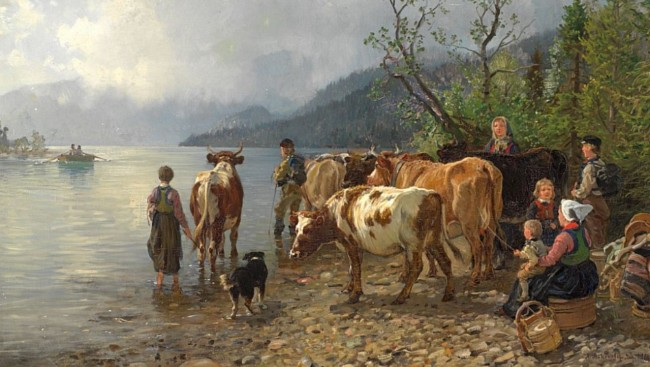
Escena amb vaques (abans de 1900)